# Edwige Lawson-Wade
Edwige Lawson-Wade (* 14. Mai 1979 in Rennes als Edwige Lawson) ist eine ehemalige französische Basketballspielerin.

## Werdegang
Die Aufbauspielerin, deren Vater aus Benin stammt und die unter anderem ihre Nervenstärke und ihre Stärken als Vorbereiterin von Korberfolgen auszeichnete, wurde 2001 Europameisterin und gewann drei weitere EM-Medaillen. Auf Vereinsebene errang sie mit Valenciennes zweimal und mit Samara einmal den Sieg in der Euroleague.
Nach dem Ende ihrer Laufbahn als Spielerin wurde Lawson-Wade Vizepräsidentin der französischen Liga, Vorstandsmitglied beim französischen Basketballverband und Botschafterin der Euroleague. Des Weiteren war sie Moderatorin einer vom französischen Verband verantworteten Basketballsendung. 2015 legte sie ihre Ämter beim französischen Verband aus persönlichen Gründen nieder. Sie wurde ebenfalls im Fernsehen tätig und arbeitete als Expertin bei Basketballübertragungen des Senders Bein Sports.
Ihr Ehemann, der US-Amerikaner James Wade, war Berufsbasketballspieler und wurde Trainer, war unter anderem bei UMMC Ekaterinburg sowie in der US-Liga WNBA tätig. Während der Saison 2017/18 wurde sie Sportliche Leiterin des französischen Erstligisten Lattes-Montpellier und blieb bis 2021 im Amt. Lawson-Wade ist die Patentante von Jaylen Hoard.

### Erfolge
- Zweite der Olympischen Sommerspiele 2012
- Europameisterin 2001
- Zweite der Europameisterschaft 1993, 2013
- Dritte der Europameisterschaft 2011
- Euroleague-Siegerin 2002, 2004, 2005
- Siegerin Vereinsweltmeisterschaft 2007
- Französische Meisterin 2002, 2003, 2004
- Französische Pokalsiegerin 2000, 2001, 2002, 2003, 2004, 2013
- Russische Meisterin 2005, 2006
- Russische Pokalsiegerin 2006, 2007, 2008
- Französische Jugendmeisterin 1994

### Auszeichnungen
- Beste Spielerin der französischen Liga 2011/12
- Chevalier de l’ordre national du mérite